# Hard Rain
Hard Rain és un thriller de catàstrofes internacional dirigit per Mikael Salomon i estrenat l'any 1998. Ha estat doblada al català.

## Argument
A una petita ciutat americana de la qual els habitants han estat desallotjats a causa d'un embassament qui va a cedir sota la pressió de pluges diluvianes, dos transportistes fan la seva ruta. Però, bloquejats per la inundació, són, a més, víctimes d'un atracament i l'un d'ells és mort. El supervivent, Tom (Christian Slater), arriba a amagar els diners. Els atracadors es llancen a la seva persecució però Tom ha d'aliar-se amb ells, els diners atraient la cobdícia de les escasses persones que queden al lloc.

## Repartiment
- Morgan Freeman: Jim
- Christian Slater: Tom
- Randy Quaid: el xèrif
- Minnie Driver: Karen
- Edward Asner: Oncle Charlie
- Michael A. Goorjian: Kenny
- Dann Florek: M. Mehlor
- Ricky Harris: Ray
- Mark Rolston: Wayne Bryce
- Peter Murnik: Phil
- Wayne Duvall: Hank
- Richard A. Dysart: Henry Sears
- Betty White: Doreen Sears
- Ray Baker: l'alcalde

## Crítica
- "Intel·ligent i divertida barreja de thriller i cinema de catàstrofes"[3]

- "Trepidant, espectacular i efectiva història (...) Un repartiment amb força i un guió que se separa dels molts tòpics a l'ús"[4]